# 欧洲E761公路
欧洲E761公路（E761），是欧洲的一条国际公路，连接波斯尼亚和黑塞哥维那西部的比哈奇与塞尔维亚共和国的扎耶查尔，总体呈东西走向，全长约742 km（461 mi）。